# Przyziemka
Przyziemka, amfigastrium (l. mn. amfigastria) – listek brzuszny u liściastych wątrobowców. Listki te występują po spodniej stronie łodyżki. Są zwykle mniejsze od listków bocznych. Obecne np. u przyziemki wykrojonej (Calypogeia fissa) z rzędu jungermaniowców liściastych (Jungermanniales).